# Marie Poussepin
Marie Poussepin (Dourdan, 14 octobre 1653 - Sainville, 24 janvier 1744) est une religieuse française, fondatrice de la congrégation des Sœurs de la Charité dominicaines de la Présentation. L'Église catholique l'a déclarée bienheureuse en 1994. La date de célébration de sa fête a été  placée par sa congrégation au 14 octobre, date de sa naissance sur terre. Dans le calendrier liturgique universel de l’Église, c'est le 24 janvier, date de sa naissance au ciel (dies natalis).

## Biographie
Issue d'une vieille famille de notables parisiens (procureurs, conseillers, secrétaires du roi, etc.) remontant au XVe siècle, Marie Poussepin naît le 14 octobre 1653 à Dourdan en Pays Chartrain. 
Elle est la fille de Claude Poussepin qui est bonnetier et propriétaire terrien à Dourdan, et qui possède une fabrique de bas de soie à l'aiguille, et de son épouse, née Julienne Fourrier. Elle est l’aînée d’une fratrie de quatre enfants, dont un frère, Claude (1665-1735).
Après la mort de sa femme, son père s’endette pour tenir son rang social. En 1679, on menace de saisir ses biens ; il s’enfuit en laissant sa fille et son fils se débrouiller seuls avec les dettes. Marie fait lever la saisie et s'occupe de la fabrique familiale adonnée au travail de la soie, dont elle fait l'une des principales entreprises de France, l'une des plus avancées sur le plan social. Au moment où l'industrie de la soie périclite, elle mise sur la laine de la région. Elle apprend par un oncle qu’un pasteur anglais avait inventé un métier à tricoter les bas. En effet, le premier est celui de l'anglais William Lee en 1589. Colbert en a fait venir un près du bois de Boulogne. Le Nîmois Jean Hindret passe en Angleterre, réussit à examiner quelques métiers, et parvient à graver dans sa mémoire tous les détails du mécanisme, avec une telle fidélité, une telle précision que, de retour en France, il a pu les faire reconstruire, pièce à pièce. L'une de ces machines est prudemment renfermée dans le château abandonné de Madrid, à Neuilly, construit jadis pour François Ier. Jean Hindret et Blaize forment là un petit nombre d'ouvriers bientôt réunis par le roi en une société commerciale. Marie en achète quatre, à crédit. 
Ainsi elle est la première à introduire le métier à tricoter les bas de laine, et, en 1685, l’atelier Poussepin est le seul en France à faire des bas avec un métier, tout en formant des générations d’apprentis. En 1702, Dourdan, grâce au zèle de la demoiselle, est la deuxième ville de France pour le tissage des bas de laine. Dans la foulée, Marie entreprend de révolutionner l’apprentissage. Elle prend des jeunes entre 15 et 22 ans, qu’elle s’efforce de « garder du libertinage », et fixe une production hebdomadaire minimale : quatre paires de bas, non payées. Mais tout ce que l’apprenti fait en plus est largement rémunéré.
En même temps que sa responsabilité de chef d'entreprise, Marie Poussepin est très engagée dans une fraternité de charité de son village, puis dans une autre du Tiers-Ordre dominicain, en 1693. Dans ces groupes, Marie devient rapidement responsable par le zèle qu'elle apporte à visiter les malades, les veuves, les mendiants. Elle est donc présente sur les deux volets de la charité : l'économie et la compassion.

### Son œuvre
Émue par la misère des campagnes et en particulier par le statut des orphelines, des veuves, des femmes malades, et plus généralement par la condition de la femme pauvre de son époque, Marie Poussepin fonde, en 1695, une communauté du Tiers-Ordre dominicain « pour instruire les filles et servir les malades pauvres », à laquelle elle donne tous ses biens personnels. Cette fraternité installée dans le petit village de Sainville est une innovation : il s'agit de vivre ensemble selon les coutumes dominicaines, mais sans clôture pour pouvoir faire rayonner la charité ; elle entend ainsi relever un défi : lutter contre la misère et vivre pleinement la vie religieuse.
À Sainville, elle organise une petite école pour les filles, visite les malades. La communauté s'agrandit et rapidement, d'autres communautés sont formées toujours au service des plus pauvres, des malades, des orphelines.
Elle fonde une autre communauté à Auneau, puis à Meung-sur-Loire, à Joigny, à Massy, à Chilly. En 1725, à 72 ans, elle est à la tête de vingt établissements répartis dans six diocèses.
L'évêque de Chartres ne veut cependant pas reconnaître la congrégation fondée par Marie ; il exige que les sœurs renoncent à tout lien avec les Dominicains. Marie doit se soumettre ; les liens ne seront rétablis qu'à la fin du XIXe siècle et, institutionnellement, au milieu du XXe siècle.
Marie Poussepin institue une congrégation originale, « les Sœurs de charité dominicaines de la présentation de Tours », où les sœurs agissent gratuitement au service des pauvres et doivent par ailleurs gagner leur vie (travail de tissage à l'époque de la fondation). Elle place l'exercice de la charité au centre de la vie religieuse ; le travail devenant un moyen de vivre la pauvreté religieuse. Marie donne une grande place au travail comme véritable ascèse et engagement fraternel pour atteindre les objectifs de la congrégation.
Lorsqu'elle s'éteint, le 24 janvier 1744 à Sainville où elle est inhumée, la congrégation compte alors 113 sœurs réparties dans vingt communautés.

## Béatification
Marie Poussepin a été béatifiée par le pape Jean-Paul II, le 20 novembre 1994,.

## La congrégation de nos jours
La Révolution a éparpillé la communauté. On ne retrouvera les restes de Marie qu’en 1857, la dalle funéraire rompue. D’autres maisons de sœurs de la Présentation ont, depuis, été fondées, en Italie, en Angleterre, au Chili, en Israël, au Pérou, à Curaçao, en Colombie, en Côte d’Ivoire en 1987, au Cameroun en 1988… 
Le 15 décembre 1959, la congrégation s'est « agrégée » à l'ordre de saint Dominique.
En 2011, la congrégation des « Sœurs de charité » regroupait près de 4 000 sœurs à travers le monde, dévouées à l’enseignement et à la médecine.
En France, les sœurs sont installées dans 23 communautés : à Amboise, Ancizan, Civrieux-d'Azergues, Clamart, Dourdan, Janville (Eure-et-Loir), Joigny, Jurançon, Lafitte-sur-Lot, Lourdes, Marseille, Montauban, Montbeton, Onzain, Paris, Rettel, Sarreguemines, Quiberon, Sainville, Sierck-les-Bains, Sainte-Geneviève-des-Bois (Essonne), Toulouse, Tours ; la maison provinciale est à Paris, rue de Vaugirard.

## Hommage
- En 1994, à la demande de la supérieure générale de Tours, un santon à l'effigie de Marie Poussepin est créé par Jacques Cassegrain, fabricant de santons à Janville (Eure-et-Loir). Le santon la représente serrant contre son cœur trois épis de blés, symbole de la plaine de Beauce avec à sa droite une fillette tenant entre ses mains un livre, pour rappeler l'enseignement donné aux jeunes filles de la région et à sa gauche, un pauvre malade dont le regard est tourné avec elle[9].
- En 2016, le conseil du quartier Saint-Lambert dans le 15e arrondissement de Paris choisit de baptiser Jardin Marie-Poussepin le jardin public situé au 232 rue Lecourbe et aménagé depuis 2013 à la suite d'une opération immobilière[10]

- La ville d'Auneau, et 30 villages associés en Eure-et-Loir, ont mis leur paroisse sous le patronage de Marie Poussepin.